# Totalismo
Totalismo, aplicado a la música contemporánea, es un término que aparece en Nueva York, a finales de los años 1980 y comienzo de la década de 1990, para referirse a diversos estilos de fusión, especialmente dentro del jazz contemporáneo y de la música artística contemporánea, como respuesta a la música minimalista. Es un proceso paralelo al llamado posminimalismo, que se dio generalmente en miembros de una generación más joven, nacida en los años 50-60.
En los primeros años 1980, muchos compositores jóvenes comenzaron a escribir música dentro de los estáticos límites del minimalismo, pero usando una mayor complejidad rítmica, a menudo con dos o más tempos audibles simultáneamente.
El estilo adquirió un cierto reconocimiento hacia 1990, cuando se hizo evidente que algunos compositores que trabajaban en Nueva York —John Luther Adams, John Zorn, Glenn Branca, Rhys Chatham, Kyle Gann, Michael Gordon, Arthur Jarvinen, Diana Meckley, Ben Neill, Larry Polansky, Lois V Vierk, Mikel Rouse y Evan Ziporyn, entre otros— empleaban un tipo similar de estructuras globales de tempo en su música.
Hay también un eco en el término de la organización completa del serialismo, aquí reflejada no por el uso de los 12 tonos, sino por las teorías de Henri Cowell acerca del uso de los mismos dispositivos estructurales para el ritmo, que los utilizados tradicionalmente para la tonalidad. Por ejemplo, la relación tradicional para representar el intervalo de segunda mayor es 9:8, y 9 contra 8 es un contraste importante de tempo en muchos piezas del totalismo, lo que se logra cuando algunos instrumentos tocan corcheas con puntillo, mientras otros tocan tresillos de negras.
En la práctica, la música totalista puede ser consonante o disonante (o ambas), pero se restringe generalmente a una pequeña cantidad de sonoridades dentro de una composición.

## Obras totalistas
- Mikel Rouse: Quick Thrust[8], Failing Kansas, Dennis Cleveland (a talk-show opera), The End of Cinematics
- Michael Gordon: Thou Shalt!/Thou Shalt Not!, Acid Rain, Four Kings Fight Five, Van Gogh Video Opera, Trance
- Rhys Chatham: An Angel Moves Too Fast to See
- John Luther Adams: Dream in White on White, Clouds of Forgetting, Clouds of Unknowing, The White Silence
- Kyle Gann: Long Night, Custer and Sitting Bull, Unquiet Night
- Ben Neill: 678 Streams, ITSOFOMO
- Bernadette Speach: Telepathy Suite
- Larry Polansky: Lonesome Road